# Christiane Brammer

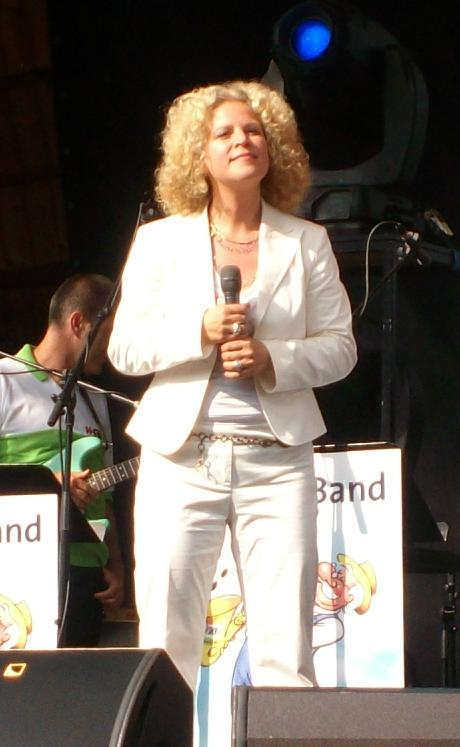
Christiane Brammer (2009)

Christiane Brammer (* 23. August 1965 in Frankfurt am Main) ist eine deutsche Schauspielerin und Sängerin. Der breiten Öffentlichkeit bekannt wurde sie insbesondere durch ihre Rolle als Bea Faller in der Serie Die Fallers – Die SWR Schwarzwaldserie. 

## Leben und Karriere

### Herkunft
Christiane Brammer ist die Tochter des Schauspielerehepaars Dieter Brammer und Inge Rassaerts (Reinhardtseminaristin), das mit dem Ensemble „Die Brücke“ von 1960 bis 1974 in 90 Ländern spielte. Der Schauspieler Philipp Brammer war ihr jüngerer Bruder.

### Ausbildung
Brammer absolvierte eine klassische Gesangsausbildung am Leopold-Mozart-Konservatorium in Augsburg und am Richard-Strauss-Konservatorium in München. Außerdem studierte sie Schauspiel und Tanz am Münchener Performing Art Center.

### Film und Fernsehen
Seit 1986 ist Brammer in verschiedenen Rollen im Fernsehen und im Kino zu sehen. In der ARD-Serie Büro, Büro verkörperte sie unter anderem die Sekretärin Saskia Herbst, bei Dr. Stefan Frank (RTL) die Arzthelferin Marie-Luise Flanitzer und die Prostituierte Hanna in Der König von St. Pauli (Sat.1). In der ARD war sie im Tatort zu sehen, für das ZDF stand sie für Ein Fall für zwei und Zwei Brüder vor der Kamera. In der Kino-Produktion Nich’ mit Leo spielte sie 1994 die weibliche Hauptrolle. Auch in der Wochenshow war sie 1996 zu sehen. Seit Januar 2000 (Folge 215) spielt sie in der SWR-Serie Die Fallers – Die SWR Schwarzwaldserie die Rolle der Bea Faller, geb. Samarovski.

### Theater
Auch im Theater war sie in mehreren Hauptrollen, darunter die Eliza in My Fair Lady, Sugar Kane in Some like it hot und die Papagena in der Zauberflöte zu sehen. Sie schrieb eigene Programme und Stücke, darunter Titel wie Mozart auf der Reise zu uns, keine Angst vor Arien und Blick zurück und lächle. Mit Susanne Rohrer trat sie als Kabarettistin im Münchner Heppel & Ettlich auf. Im Oktober 2009 eröffnete sie mit Rohrer in den alten Räumen des Heppel & Ettlich ein neues Theater mit angeschlossenem Lokal, das Rohrer & Brammer – bereits im Mai 2010 musste dieses Unternehmen allerdings nach Unstimmigkeiten mit dem Gastronomiepartner wieder aufgegeben werden. Am 16. Oktober 2015 eröffnete sie in der Münchner Falkenturmstraße ihr neues eigenes Theater Hofspielhaus.

### Privates
Brammer lebt in München. Neben ihrer Muttersprache Deutsch spricht sie auch Englisch und Französisch.

## Filmografie
- 1986: Aktenzeichen XY … ungelöst –  Fall „Europakanal“
- 1990–1991: Büro, Büro (Fernsehserie, 15 Folgen)
- 1991: Codename: Gorilla
- 1992: Verkehrsgericht (Fernsehserie, 1 Folge)
- 1993–1997: SOKO München (Fernsehserie, 2 Folgen, verschiedene Rollen)
- 1993: Kein perfekter Mann
- 1993–1998: Weißblaue Geschichten (Fernsehserie, 4 Folgen, verschiedene Rollen)
- 1995: Nich’ mit Leo
- 1995–1999: Dr. Stefan Frank – Der Arzt, dem die Frauen vertrauen (Fernsehserie)
- 1996: Kommissar Rex (Fernsehserie, Folge: Unter Hypnose)
- 1996: Mona M. – Mit den Waffen einer Frau (Fernsehserie, 1 Folge)
- 1997: Alphateam – Die Lebensretter im OP (Fernsehserie, 1 Folge)
- 1997: Switch – TV gnadenlos parodiert (1 Folge)
- 1997: Die Wache (Fernsehserie, 1 Folge)
- 1998: Der König von St. Pauli
- 1999: Unser Charly (Fernsehserie, Folge: Sieg der Wahrheit)
- 1999: Zwei Brüder (Fernsehserie, Folge: Gift)
- 1999: Wilder Kaiser (Fernsehserie, 1 Folge)
- seit 2000: Die Fallers – Die SWR Schwarzwaldserie (Fernsehserie)
- 2001–2002: Für alle Fälle Stefanie (Fernsehserie, 27 Folgen)
- 2002–2005: Ein Fall für zwei (Fernsehserie, 2 Folgen, verschiedene Rollen)
- 2006: München 7 (Fernsehserie, Folge: Und dann so was)
- 2006: Tatort – Gebrochene Herzen
- 2006: Heute heiratet mein Ex
- 2008: Die Rosenheim-Cops (Fernsehserie, 1 Folge)
- 2012: Um Himmels Willen (Fernsehserie, 1 Folge)
- 2014: Dahoam is Dahoam (Fernsehserie, 1 Folge)
- 2019: Hubert ohne Staller (Fernsehserie, Folge: Wolfratshauser Königsblau)